# 산 마르티노 수도원

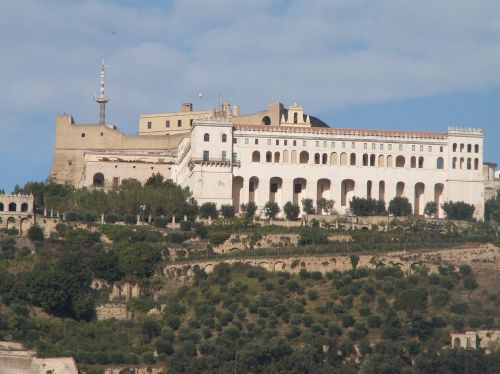
산 마르티노 수도원

산 마르티노 수도원(이탈리아어: Certosa di San Martino)은 이탈리아 나폴리에 있던 카르투시오회 수도원이다. 현재는 박물관으로 사용되고 있다. (산 마르티노 국립박물관)